# Касл-Гілл (Мен)
Касл-Гілл (англ. Castle Hill) — місто (англ. town) в США, в окрузі Арустук штату Мен. Населення — 373 особи (2020).

## Демографія
Згідно з переписом 2010 року, у місті мешкало 425 осіб у 181 домогосподарстві у складі 127 родин. Було 211 помешкання
Расовий склад населення:
| - 98,6 % — білих - 0,7 % — корінних американців - 0,2 % — чорних або афроамериканців |

До двох чи більше рас належало 0,5 %. Частка іспаномовних становила 0,7 % від усіх жителів.
За віковим діапазоном населення розподілялося таким чином: 16,5 % — особи молодші 18 років, 66,1 % — особи у віці 18—64 років, 17,4 % — особи у віці 65 років та старші. Медіана віку мешканця становила 48,4 року. На 100 осіб жіночої статі у місті припадало 97,7 чоловіків;  на 100 жінок у віці від 18 років та старших — 99,4 чоловіків також старших 18 років.
Середній дохід на одне домашнє господарство  становив 52 464 долари США (медіана — 48 750), а середній дохід на одну сім'ю — 63 211 долар (медіана — 59 375). Медіана доходів становила 51 125 доларів для чоловіків та 35 139 доларів для жінок. За межею бідності перебувало 17,7 % осіб, у тому числі 8,2 % дітей у віці до 18 років та 13,2 % осіб у віці 65 років та старших.
Цивільне працевлаштоване населення становило 138 осіб. Основні галузі зайнятості: освіта, охорона здоров'я та соціальна допомога — 25,4 %, роздрібна торгівля — 19,6 %, будівництво — 12,3 %, виробництво — 10,1 %.